# Hawker Duiker
Der Hawker Duiker war der Entwurf für ein zweisitziges Beobachtungs- und Aufklärungsflugzeug für die Royal Air Force aus den frühen 1920er Jahren.

## Geschichte
Der Hawker Duiker wurde aufgrund einer Ausschreibung des britischen Luftfahrtministeriums für ein Beobachtungsflugzeug entwickelt. Um die erforderliche gute Sicht nach unten zu ermöglichen, wählte man die Bauart des abgestrebten Hochdeckers. Das Flugzeug bestand – damaliger Technik entsprechend – aus Holz und war stoffbespannt. Zum Antrieb diente ein 9-Zylinder-Sternmotor Bristol Jupiter IV mit 389 PS. Der Prototyp hatte etliche Teile, die von der auch in Brooklands ansässigen Firma Vickers hergestellt waren.
Der Prototyp, der mittlerweile die Seriennummer J6918 erhalten hatte, kam Ende 1923 zur Erprobung nach Martlesham Heath, erwies sich jedoch als völlige Fehlkonstruktion: Bemängelt wurde das Querruderflattern, instabiler Geradeausflug bei allen Geschwindigkeiten, ungedämpfte Nickschwingungen, wenn die Drosselklappe geschlossen wurde. Das Flugzeug wurde daher abgelehnt.
Drei weitere Duiker (Seriennummern J6919, J6995 und J6996) waren bestellt worden, aber nur der Bau von J6919 war begonnen worden und wurde wohl nicht vollendet.

## Technische Daten
| Kenngröße             | Daten                                                             |
| --------------------- | ----------------------------------------------------------------- |
| Besatzung             | 2                                                                 |
| Länge                 | 9,58 m                                                            |
| Spannweite            | 14,76 m                                                           |
| Höhe                  | 3,23 m                                                            |
| Flügelfläche          | 36,23 m²                                                          |
| Flügelstreckung       | 6,0                                                               |
| Leermasse             | 968 kg                                                            |
| Startmasse            | 2131 kg                                                           |
| Antrieb               | ein 9-Zylinder-Stern-Motor Bristol Jupiter IV mit 389 PS (290 kW) |
| Höchstgeschwindigkeit | 200 km/h in Seehöhe                                               |
| Reichweite            | 550 km bei 153 km/h                                               |
| Dienstgipfelhöhe      | 4.420 m                                                           |
| Steigrate             | 10.000 ft (ca. 3.050 m) in 20:25 min                              |
| Bewaffnung            | keine, vorgesehen zwei 7,7-mm-MG                                  |